# Ludvig Frisenette
Ludvig Grandjean Frisenette, född 8 mars 1844 i Nykøbing Falster, död 7 maj 1920, var en dansk trädgårdsmästare.
Frisenette kom 1859 i lära hos konst- och handelsträdgårdsmästare Frederik Vilhelm Frisenette på Vesterbro i Köpenhamn, och redan 1861 knöts han till Wilhelm Løwes handelsträdgård på Østerbro. Efter 1866 ha tagit trädgårdsexamen vid Rosenborgs slott blev han 1877 antagen som intressent i firman, och den framstående ställning, som Löwes handelsträdgård intog under årens lopp, berodde i hög grad på hans ledarskap. Han innehade en rad förtroendeuppdrag, bland annat var han ledamot av styrelsen för Almindelig dansk Gartnerforening från dess stiftande 1885 till 1906 och vice ordförande från 1898, ledamot av styrelsen för Kongelige danske Haveselskab 1880–1902 och ordförande i Gartnernes Hjælpeforening från 1900 till sin död. Han skrev bland annat många avhandlingar om en- och tvååriga prydnadsväxter i Nordisk illustreret Havebrugsleksikon.